# Severiano de Gabala
Severiano de Gabala (Gabala, antes de 380; Constantinopla, después de 408), obispo de la ciudad siria de Gabala, fue un predicador popular en Constantinopla a finales del siglo IV.
Se convirtió en uno de los enemigos de san Juan Crisóstomo (347-407) y ayudó a condenarlo en el Sínodo del Roble (año 403).

## Síntesis biográfica
Obispo de Gabala en Siria, floreció en los siglos IV y V.
No ha llegado nada respecto a su vida antes de su consagración episcopal.
Algunos detalles de su vida se conservan principalmente en Sócrates Escolástico de Constantinopla (380-440) y Sozomeno (400-447).
Sus contemporáneos lo consideraban un gran predicador, y era conocido como el autor de comentarios bíblicos y sermones: «vir in divinis Scripturis eruditus et in homiilis declamator admirabilis fuit».
Hay una breve descripción de su vida en la obra De viris illustribus (‘sobre los hombres ilustres’), de Genadio de Marsella (f. 496).
Llegó a Constantinopla alrededor del año 398 o 399. Predicaba en latín con un fuerte acento sirio. Se convirtió en el favorito de la emperatriz Elia Eudoxia (378-404).
Inicialmente fue amigo de Crisóstomo, pero los empleados de Severiano insultaron al importante religioso sirio. Cuando los defendió, ambos religiosos se volvieron enemigos.
El teólogo católico alemán Johannes Quasten (1900-1987) lo describe como «lleno de odio» contra los judíos y los herejes.
Todavía existen una treintena de sus sermones. Una docena se conservaron en griego en las obras de su enemigo Crisóstomo y existen otras en siríaco, copto y árabe. Un grupo de sus sermones fue publicado en 1827 en armenio por Paschal Aucher (1771-1854).
Casi ninguno se ha publicado en ediciones críticas y algunos permanecen inéditos, siendo casi seguro que la lista total está incompleta. Los detalles de sus obras se pueden encontrar en Clavis patrum graecorum (n.º 4185-4295). Muchos también fueron publicados en el volumen n.º 65 (de 161) de la Patrologia graeca (1857) de Jacques Paul Migne (1800-1875).
Severiano pertenecía a la escuela de exégesis de Antioquía y sus interpretaciones eran en ocasiones muy literales.
Es conocido por sus seis sermones sobre la Creación, en los que expresa puntos de vista «absurdamente literales»,
incluido su apoyo a la tesis de la Tierra plana.
Su Discurso sobre los sellos analiza el canon de las Escrituras.
La posteridad ha conservado su nombre debido al prominente pero lamentable rol que desempeñó en la deposición y destierro del arzobispo Juan Crisóstomo. Alentado por el gran éxito financiero obtenido por su conciudadano sirio Antíoco (obispo de Ptolemais) en Constantinopla (la capital del Imperio Romano de Oriente), Severiano llegó a la capital alrededor del año 400 con una serie de sermones griegos. Crisóstomo lo invitó a predicar y tuvo mucho éxito en ganar la aprobación de sus oyentes, a pesar de su marcado acento sirio.
Debido a las tensas relaciones entre el arzobispo san Crisóstomo y la opulenta emperatriz Eudoxia, Severiano pronto tomó una decisión hacia su benefactora debido a sus intereses económicos.
El confiado arzobispo Crisóstomo, cuando en 401 tuvo que viajar a la provincia de Asia por asuntos eclesiásticos, nombró a su invitado Severiano como su representante en las funciones litúrgicas.
Severiano aprovechó la ausencia de Crisóstomo y pronto se vio envuelto en un conflicto abierto con Serapión (archidiácono y administrador de las propiedades eclesiásticas y del palacio episcopal) quien permanecía leal a Crisóstomo.
El escándalo resultante y la excitación general fueron tan grandes que a su regreso (en el mismo año 401), Crisóstomo expulsó a Severiano y lo hizo trasladar a su diócesis en Siria.
Eudoxia intervino personalmente y conminó a Crisóstomo a que permitiera que Severiano regresara a Constantinopla.
Al regreso de Severiano, Crisóstomo pronunció un discurso ante la comunidad en presencia de Severiano.
La paz no duró mucho: Severiano reinició sus intrigas y en el Sínodo del Roble fue uno de los oponentes más activos de Crisóstomo. También firmó la sátira contra Crisóstomo que Teófilo de Alejandría envió al papa Inocencio I.
Incluso se atrevió a proclamar desde el púlpito el éxito de su partido inmediatamente después del primer destierro de Crisóstomo y a afirmar que la remoción del arzobispo era un castigo justo por su orgullo. Solo una rápida huida le salvó de la violencia a manos del enfurecido populacho.
Poco después del regreso de Crisóstomo de su primer exilio, encontramos a Severiano con Acacio de Beroea y Antíoco de Ptolemais liderando la facción opuesta al arzobispo. Fue este partido el que en la noche del Domingo de Pascua de 404 incitó al ataque contra los catecúmenos y clérigos de Crisóstomo, y finalmente se dirigieron al emperador personalmente para procurar el destierro final de su odiado oponente.
Tras la muerte de Flaviano en 404, amigo de Crisóstomo, este mismo triunvirato se trasladó a Antioquía y, desafiando la justicia y el derecho, consagró de manera poco honorable a Porfirio como obispo de Antioquía, quien era opositor de Crisóstomo.
Así concluye el papel de Severiano en la historia eclesiástica. Se sabe tan poco de la última parte de su vida como de la primera. Según Genadio [ibídem], murió durante el reinado de Teodosio II (408-450).

## Escritos
Sermones
De estos existen los siguientes:
- «Orationes sex in mundi creationem» (P.G., LVI, 429-500);
- «Oratio de serpente, quem Moyses in cruce suspendit» (ibid., 500-516);
- «In illud Abrahae dictum: Pone manum tuam sub femur meum, Gen., xxiv, 2» (ibid., 553-64);
- «De ficu arefacta» (ibid., LIX, 585-90);
- «Contra judaeos» (ibid., LXI, 793-802, cf. LXV, 29 sqq.);
- «De sigillis librorum» (ibid., LXIII, 531-44);
- «In Dei apparitionem» (ibid., LXV, 26);
- «De pace» (ibid. LII, 425-28), completado por A. Papadopulos, Analekta hierosolymitikes stachyologias, I (St. Petersburg, 1891), 15-26;
- «De nativitate Christi», editado bajo el nombre de Crisóstomo por Savile, VII, 307, pero atribuido a Severiano por Teodoreto (Eranistes, III, en P.G., LXIII, 308);
- quince homilías en una traducción armenia antigua, editada por J. B. Aucher, «Severiani... homiliae nunc primum editae ex antiqua versione armena in latinum sermonem translatae» (Venecia, 1827), de la cual la núm. 7 es la homilía «In Abrahae dictum: Gen., 24,2», núm. 13 «De ficu arefacta», y núm. 10 la homilía de San Basilio sobre el bautismo (P.G., XXXI, 423-44). El Códex ambrosiano de Milán, c. 77 sup. (VII-VIII saec.) contiene ochenta y ocho «sermones sancti Severiani»;
- el «Homilarium lacense» (Berlin Cod. lat.341) tiene discursos de san Pedro Crisólogo bajo el nombre de «Severianus episcopus».

Todos los comentarios de Severiano se perdieron.
Él había compuesto algunos sobre
el Génesis,
el Éxodo,
el Deuteronomio,
el Libro de Job,
la Carta de Pablo a los romanos,
la Carta de Pablo a los gálatas,
la Primera carta de Pablo a los corintios,
la Primera carta de Pablo a los tesalonicenses y
la Carta de Pablo a los colosenses (véase Cosmas Indicopleustes: Topográfica Christi, I, VI, X, en P.G., LXXXVIII, 373, 417; y Genadio: «De script. eccles.», XXI).